# Eurithia caesia
Eurithia caesia là một loài ruồi trong họ Tachinidae.